# Invasión de Irak de 2003
La invasión de Irak, que ocurrió entre el 20 de marzo y el 1 de mayo de 2003, fue llevada a cabo por una coalición de países, encabezados por los Estados Unidos junto con el Reino Unido, Australia, España y Polonia. Otros países estuvieron involucrados en la operación. La invasión marcó el inicio de la guerra de Irak. Según Kofi Annan, el entonces secretario general de las Naciones Unidas, dicha invasión fue ilegal según el derecho internacional, ya que violaba la Carta de la ONU. Según la página Iraq Body Count, un grupo que se basa en informes de prensa, informes de ONG y cifras oficiales para medir las bajas civiles, aproximadamente 7.500 civiles murieron durante esta etapa de la guerra. Según un informe del Project on Defense Alternatives, se estima que entre 3.200 y 4.300 civiles murieron durante la invasión.
Según el presidente de los Estados Unidos, George W. Bush, las razones para la invasión eran «desarmar a Irak de armas de destrucción masiva (ADM) —las cuales nunca llegaron a encontrarse y cuya existencia no quedó demostrada—, poner fin al supuesto apoyo brindado por Saddam Hussein al terrorismo (vínculo demostrado como falso según la Comisión del 11-S) y lograr la "libertad" del pueblo iraquí». Los principales detractores de la guerra señalan estas razones como excusas para realizar la invasión, que en realidad consideraban motivada por intereses económicos y políticos.
La invasión de Irak provocó una fractura política entre las grandes potencias, que se dividieron entre aquellas que se opusieron activamente a la invasión, como Francia, Bélgica, Alemania, Rusia, China (además de otros países que mostraron una oposición pasiva[¿cuál?]), y aquellas que sí apoyaron públicamente a los Estados Unidos, como Reino Unido, España (hasta 2004), Polonia, Portugal y otras naciones que integraron la coalición. La invasión también ocasionó a primera manifestación ciudadana global en la historia en contra de un conflicto.

## Antecedentes

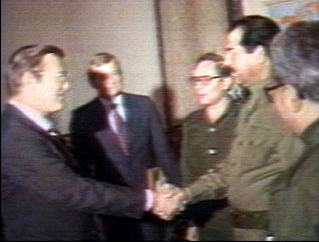
Donald Rumsfeld, en ese momento el enviado especial de Ronald Reagan para Oriente Medio, se reunió con Sadam Huseín durante una visita a Bagdad, en diciembre de 1983, durante la guerra Irán-Irak.

Durante la guerra Irán-Irak, Sadam Huseín llevó a cabo la conocida Operación al-Anfal, una serie de matanzas sistemáticas en la región kurda, calificada por diferentes países como genocidio, ya que se calcula el asesinato de alrededor de 100 000 civiles y la destrucción de más de 4000 aldeas. En 1988, el ejército iraquí baazista utilizó armas químicas, en concreto gas mostaza, sarin, tabun y VX, contra civiles kurdos, produciendo una masacre en el ataque químico a Halabja. Se estima que por lo menos 5000 kurdos murieron en el ataque. A pesar de las dramáticas consecuencias del conflicto, se logró evitar la ruptura del país o incluso una guerra civil de imprevisibles consecuencias. La ONU medió en el conflicto y ordenó el alto al fuego para luego continuar con las inspecciones y las presiones a Irak, para que colaborara con las tareas de las comisiones delegadas de las Naciones Unidas para la verificación del desarme iraquí. Este conflicto, durante el cual alternativamente Estados Unidos y Rusia, por intereses geopolíticos globales, apoyaron a Irak y a Irán, no guarda con los episodios de Kuwait y con la invasión estadounidense una relación específica, más allá de la presión estadounidense.
El 3 de agosto de 1990, tropas iraquíes invadían Kuwait con vehículos armados e infantería ligera. El argumento a largo plazo era la integridad de esos territorios (ambas "naciones" fueron diseñadas durante la retirada por el gobierno de colonización británico); el argumento a corto plazo fue la baja de precios de petróleo provocada por la sobreproducción kuwaití, que arruinaba a Irak. El 16 de enero de 1991, una coalición internacional liderada por Estados Unidos y bajo el mandato de las Naciones Unidas atacó a las tropas iraquíes estacionadas en Kuwait, iniciando lo que se conoce como la guerra del Golfo. El ejército iraquí opuso una débil resistencia inicialmente y no pudo evitar ser expulsado de Kuwait. Con la capital del país devastada por los bombardeos, Husein tuvo que enfrentarse a una guerra civil. Los kurdos reclamaron sus derechos y las regiones chiitas del sur se alzaron en armas. Sin embargo, el temor a que la caída del presidente iraquí desestabilizara la zona llevó a los vencedores a no apoyar estos movimientos.
A partir de ese momento, las Naciones Unidas, a través de su Consejo de Seguridad, impuso una serie de obligaciones a Irak, entre ellas la aceptación incondicional de la destrucción de sus armas químicas, biológicas y misiles balísticos de largo alcance bajo supervisión internacional. Además, estableció un bloqueo económico para presionar al país asiático.
El 15 de mayo siguiente, el Consejo de Seguridad rectifica y aprueba un sistema de flexibilización de duro embargo, el cual consistía en la concesión a Irak de la posibilidad de exportar petróleo cuyos beneficios estarían destinados a la compra de alimentos, medicinas y otras materias básicas para la población civil. Este programa, económicamente administrado por la ONU, se popularizó como el programa "petróleo por alimentos" y se hizo oficial el 14 de abril de 1995 con una nueva resolución.
El gobierno de Sadam Huseín se resistió a colaborar activamente con los inspectores de la ONU a causa de las sospechas de espionaje. Estados Unidos mantuvo un embargo comercial durante años a pesar de las consecuencias para la población iraquí. Los constantes bombardeos a los que el país era sometido de forma intermitente durante años por parte de la Fuerza Aérea estadounidense causaron víctimas entre la población iraquí.
En 1998, tras una crisis previa el año anterior, se produce la completa expulsión de los inspectores internacionales por parte del gobierno iraquí, el 31 de octubre. Unos días después, el 17 de noviembre, cambia de opinión, decide negociar y solicita el regreso. Tras el informe de Richard Butler denunciando la falta de colaboración de Bagdad, Naciones Unidas ordena la salida de Irak a todos sus inspectores.
El 2 de marzo de 2000, Hans Blix asume el cargo de director ejecutivo de la UNMOVIC, la Comisión de las Naciones Unidas de Vigilancia, Verificación e Inspección.

### El Eje del Mal y la guerra contra el terrorismo
Meses después del inicio de la invasión y ocupación estadounidense de Afganistán, el presidente de Estados Unidos, George W. Bush, situó a Irak como eje del mal, un término reminiscente al Eje Roma-Berlín-Tokio o equiparable al Telón de Acero durante la Guerra Fría. Además acusó al gobierno de Sadam Huseín de tener armas de destrucción masiva, y de tener vínculos con Al Qaeda, vínculos que tampoco se han podido confirmar.
El 29 de noviembre de 2001 se aprobó la lista de artículos que las próximas inspecciones examinarían y su procedimiento de análisis, y fijaba el 30 de mayo de 2002 como fecha en la que se comenzaría a aplicar. Asimismo, se subrayaba la obligación de Irak de cooperar con la aplicación de las resoluciones.
En el 2007 Alan Greenspan, expresidente del banco central estadounidense (la Reserva Federal), aseguró en su libro de memorias que el verdadero motivo para invadir Irak no eran las razones expresadas públicamente, que eran relativas a las supuestas armas de destrucción masiva y acabar con las supuesta relación entre el gobierno baasí iraquí y la organización guerrillera Al Qaeda, sino controlar las reservas de petróleo y evitar que la Unión Europea o potencias emergentes como China e India se acercaran a esas gigantescas reservas de petróleo.

### La resolución 1441
En la importante resolución 1441, aprobada en la sesión celebrada el 8 de noviembre de 2002, el Consejo decidió ordenar a Irak la realización de las inspecciones referidas a la existencia de armas de destrucción masiva.
Para ello daba un plazo de 30 días, a partir del día de la publicación de la resolución, para presentar una completa declaración de todos los aspectos de los programas para el desarrollo de armas químicas, biológicas, nucleares, misiles balísticos, etc., además de solicitar que Irak no realizaría ningún acto o amenaza contra cualquier Estado Miembro que adoptara medidas para hacer cumplir sus resoluciones.
Realizado el informe, el Consejo se reuniría nuevamente para examinarlo y adoptar las decisiones que pudieran corresponder. La resolución afirma «se ha advertido reiteradamente a Irak que, de seguir infringiendo sus obligaciones, se expondrá a graves consecuencias». No obstante, la resolución excluía autorizar el uso de la fuerza, lo que en todo caso requeriría de una nueva resolución que nunca llegó a aprobarse.

### Se forma la coalición
Tras presionar al Consejo de Seguridad de Naciones Unidas, con la presentación de supuestas pruebas, para que aprobara una resolución apoyando explícitamente la invasión, el presidente de los Estados Unidos, George W. Bush, obtuvo el apoyo de un grupo de países para formar una alianza para invadir Irak con el fin de derrocar al gobierno de Sadam Huseín. Esta coalición, que se autodenominó Coalición de la voluntad, estaba formada por los gobiernos de Estados Unidos, el Reino Unido, España, Portugal, Italia, Polonia, Dinamarca, Australia, Hungría y Ucrania.
La mayoría de la población de estos países, así como la opinión pública mundial, fue mayoritariamente contraria, haciéndose notar especialmente en las manifestaciones mundiales contra la guerra de Irak. Bush recibió también el apoyo de los gobiernos de la República Checa, Eslovaquia, Eslovenia, los estados bálticos de Estonia, Letonia y Lituania, Colombia en América, las islas mediterráneas de Malta y Chipre, el estado de Israel y el de Kuwait.
Francia, Alemania, China y Rusia manifestaron su oposición a medidas de fuerza contra Irak y fueron partidarios de una salida negociada a la crisis. Francia, Rusia y China, miembros permanentes del Consejo de Seguridad, abogaban por la continuidad de la labor de los inspectores y anunciaron su intención de vetar cualquier documento que legitimase explícitamente el ataque. Durante estas demostraciones se produjeron varios roces entre Estados Unidos y los países que se oponían a la invasión. Pero, al final, los que se oponían a la guerra cedieron y se mantuvieron neutrales desde el inicio de la invasión.
El 16 de marzo de 2003, se produjo la Cumbre de las Azores, donde los líderes de los Estados Unidos, Reino Unido, España y Portugal anunciaron un ultimátum al gobierno baasí de Sadam Huseín para que procediera al desarme.
El entonces jefe del Gobierno español, José María Aznar, aludió a que la intervención respondía a la convicción de que aquel gobierno constituía una amenaza para sus vecinos y para los propios países occidentales. Recordó que en ocasiones las intervenciones militares se hacen bajo el mandato de las Naciones Unidas, como en el caso de Afganistán en 2001, y en otras ocasiones, sin mandato de las Naciones Unidas, como en el caso de la guerra de Bosnia en 1992. Afirmó también que España no participaría en esa guerra sino que únicamente apoyaba a los aliados, pero que en ningún caso el ejército español participaría en la invasión.

## Antesala y preparativos
Desde la guerra del Golfo de 1991, los Estados Unidos y el Reino Unido habían sido atacados por las defensas aéreas iraquíes mientras hacían cumplir las zonas de exclusión aérea iraquíes. Estas zonas, y los ataques para imponerlas, fueron calificadas de ilegales por el exsecretario general de la ONU, Boutros Boutros-Ghali, y el ministro de Asuntos Exteriores francés, Hubert Vedrine. Otros países, en particular Rusia y China, también condenaron las zonas como una violación de la soberanía iraquí. A mediados de 2002, EE. UU. comenzó a seleccionar objetivos con más cuidado en la parte sur del país para interrumpir la estructura de mando militar en Irak. En ese momento se reconoció un cambio en las tácticas de aplicación, pero no se hizo público que esto era parte de un plan conocido como Operación Southern Focus.
La cantidad de artefactos arrojados sobre posiciones iraquíes por aviones de la Coalición en 2001 y 2002 fue menor que en 1999 y 2000. Sin embargo, la información obtenida por los Demócratas Liberales británicos mostró que el Reino Unido arrojó el doble de bombas sobre Irak en la segunda mitad de 2002 que durante todo 2001. El tonelaje de bombas del Reino Unido aumentó de 0 en marzo de 2002 y 0,3 de abril de 2002 a entre 7 y 14 toneladas por mes en mayo-agosto, alcanzando un pico antes de la guerra de 54,6 toneladas en septiembre, antes de que el Congreso de los Estados Unidos autorizara la invasión el 11 de octubre. Los ataques del 5 de septiembre incluyeron un ataque de más de cien aviones en el principal sitio de defensa aérea en el oeste de Irak. Según un editorial de New Statesman, estaba Ubicado en el extremo más alejado de la zona de exclusión aérea del sur, lejos de las áreas que necesitaban ser patrulladas para evitar ataques contra los chiítas, fue destruido no porque fuera una amenaza para las patrullas, sino permitir que las fuerzas especiales aliadas que operan desde Jordania ingresen a Irak sin ser detectadas.
Tommy Franks, quien comandó la invasión de Irak, ha admitido desde entonces que el bombardeo fue diseñado para "degradar" las defensas aéreas iraquíes de la misma manera que los ataques aéreos que iniciaron la guerra del Golfo de 1991, la denominada Operación Desert Shield. Estos "picos de actividad" fueron, en palabras del entonces secretario de Defensa británico, Geoff Hoon, diseñados para "presionar al régimen iraquí" o, como informó The Times, para "provocar a Saddam Hussein a dar a los aliados una excusa para la guerra". ". En este sentido, como provocaciones diseñadas para iniciar una guerra, el asesoramiento legal filtrado del Ministerio de Asuntos Exteriores británico concluyó que tales ataques eran ilegales según el derecho internacional.
Otro intento de provocar la guerra se mencionó en un memorando filtrado de una reunión entre George W. Bush y Tony Blair el 31 de enero de 2003 en la que supuestamente Bush le dijo a Blair que Estados Unidos estaba pensando en volar un avión de reconocimiento Lockheed U-2 con cobertura de combate sobre Irak, pintados con los colores de la ONU. Si Saddam les disparaba, estaría violando la ley. El 17 de marzo de 2003, el presidente de los Estados Unidos, George W. Bush, le dio a Sadam Huseín 48 horas para abandonar el país, junto con sus hijos Uday Hussein y Qusay Hussein, o enfrentar la guerra.

### Derecho Internacional
La guerra no contó con el mandato del Consejo de Seguridad de las Naciones Unidas, lo que ha generado que expertos del derecho internacional condenen la guerra como invasión ilegal. Así lo expresó el entonces secretario general de las Naciones Unidas, Kofi Annan. Sin embargo, ni los miembros de la Corte Penal Internacional pueden juzgar a los invasores en caso de considerarlo una agresión porque el Estatuto de Roma indica que hay que encontrar una definición de este crimen, lo que no pasó antes de 2009 y en cualquier caso, no se puede juzgar un supuesto delito que se cometió antes de que existiera la ley que lo castiga.
El fiscal británico Peter Goldsmith emitió un documento el 7 de marzo de 2003, donde manifestaba sus dudas respecto a la legalidad de la invasión, y en 2005 afirmó públicamente que la acción militar fue ilegal. Para el profesor en derecho Nicholas Grief sería posible fincar cargos criminales contra George W. Bush, invocando la Carta de Núremberg de 1945 que estableció el concepto de crímenes contra la paz. Esta postura, no obstante, ha sido rechazada por los gobiernos que realizaron la invasión. La mayoría de los expertos en derecho internacional consideran que es inviable cualquier tipo de iniciativa en contra de los dirigentes de la coalición, puesto que entonces se podrían iniciar acciones contra todos los líderes que han realizado alguna operación militar sin apoyo de las Naciones Unidas.
Los defensores de la intervención aluden a las ya citadas resoluciones del Consejo de Seguridad, especialmente a la 1441 para avalar sus acciones, y recuerdan otras intervenciones sin mandato de las Naciones Unidas que han sido reconocidas posteriormente como necesarias. Tal es el caso, por ejemplo, de la guerra de Kosovo. Sin perjuicio de las diferentes opiniones sobre el inicio del conflicto, las Naciones Unidas hicieron suya la situación, en el momento en que las fuerzas ocupantes empezaron a actuar bajo el paraguas de la organización. Así, en octubre del mismo año de la invasión, se recomendó en su resolución 1511, a los Estados miembros que presten a la fuerza multinacional presente en Irak, toda la asistencia necesaria, incluyendo la militar.
Algunos consejeros legales aseguran que la invasión ha quedado justificada legalmente en otras resoluciones existentes. Por ejemplo, el profesor Anthony Aust, anterior consejero legal de la cancillería británica, opinó que las resoluciones anteriores brindaban la justificación necesaria para invadir Irak y por lo tanto no era necesario buscar legalidad en resoluciones posteriores. Hay quienes consideran hoy en día, que la guerra iniciada por la Coalición representó un abuso de poder motivado por intereses personales.

## La invasión

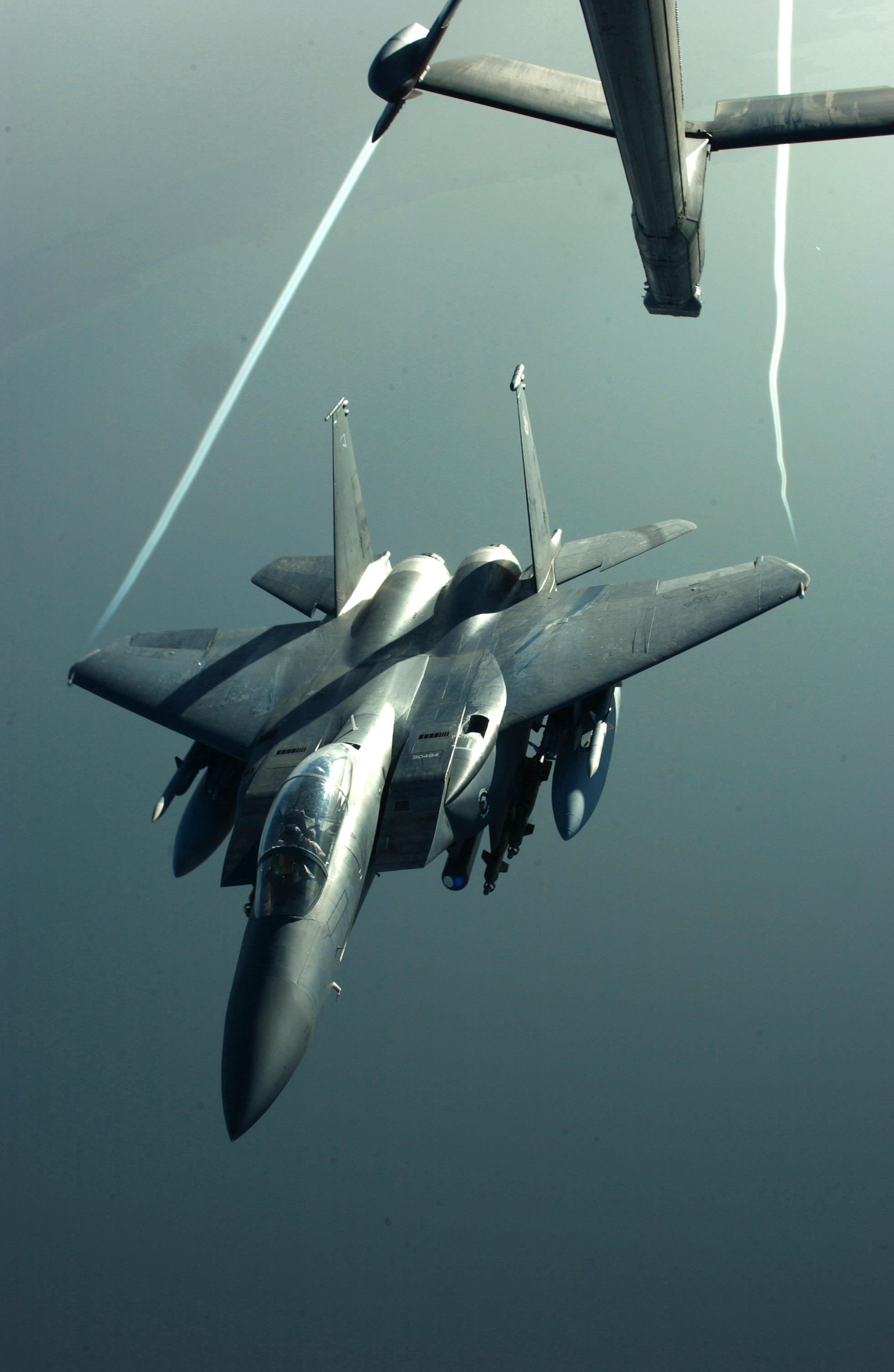
Un cazabombardero estadounidense F-15E realiza un reabastecimiento en vuelo por parte de un KC-10 durante la invasión

El 19 de marzo de 2003 a las 21:00 horas, miembros del 160.º Regimiento de Aviación de Operaciones Especiales llevaron a cabo el primer ataque de la operación: una incursión de helicópteros MH-6 Little Bird y UH-60 Black Hawk, apoyados por aviones de ataque A-10 Thunderbolt II, contra puestos de observación visual iraquíes a lo largo de las fronteras sur y oeste de Irak. En siete horas, más de setenta objetivos fueron destruidos, privando efectivamente al ejército iraquí de cualquier alerta temprana de la próxima invasión. No obstante, extraoficialmente, fuerzas británicas, australianas y estadounidense ya habían penetrado en Irak semanas antes para realizar misiones de reconocimiento.
El 20 de marzo de 2003, aproximadamente a las 02:30 UTC, a las 05:34 hora local, se escucharon explosiones en Bagdad. Los comandos de operaciones especiales de la Centro de Actividades Especiales de la CIA se habían infiltrado en todo Irak y solicitaron los primeros ataques aéreos. A las 03:16 UTC, o 10:16 p. m. EST, George W. Bush anunció que había ordenado un ataque contra objetivos seleccionados de importancia militar en Irak. Cuando se dio esta palabra, las tropas en espera cruzaron la frontera hacia Irak. Un percance obligó a replantear los planes de invasión al negársele al ejército estadounidense la entrada desde Turquía lo que hubiera permitido realizar una rápida maniobra en tenaza para tomar Bagdad. A pesar de todo, fuerzas especiales tuvieron contacto con las milicias kurdas y se planeó un ataque coordinado con los guerrilleros desde el norte, con apoyo de tropas aerotransportadas; siempre y cuando las operaciones en el sur marcharan según lo previsto.Tras la decisión de Turquía de negar cualquier uso oficial de su territorio, la Coalición se vio obligada a modificar el ataque simultáneo planeado desde el norte y el sur. Las fuerzas de Operaciones Especiales de la CIA y el Ejército de los Estados Unidos lograron construir y liderar a los Peshmerga kurdos en una fuerza y asalto efectivos para el Norte. Las bases principales de la invasión estaban en Kuwait y otras naciones del Golfo Pérsico, así como en Jordania.
La infraestructura petrolera de Irak fue rápidamente incautada y asegurada con daños limitados en ese tiempo. Asegurar la infraestructura petrolera se consideró de gran importancia. En la primera guerra del Golfo, mientras se retiraba de Kuwait, el ejército iraquí había incendiado muchos pozos de petróleo y había vertido petróleo en las aguas del Golfo; esto fue para disfrazar los movimientos de tropas y distraer a las fuerzas de la Coalición. Antes de la invasión de 2003, las fuerzas iraquíes habían extraído con explosivos unos cuatrocientos pozos de petróleo alrededor de Basora y la península de Al-Faw. Las tropas de la coalición lanzaron un asalto aéreo y anfibio en la península de Al-Faw durante las horas de cierre del 19 de marzo para asegurar los campos petroleros allí; el asalto anfibio fue apoyado por buques de guerra de la Marina Real británica, la Marina Polaca y la Marina Real Australiana.

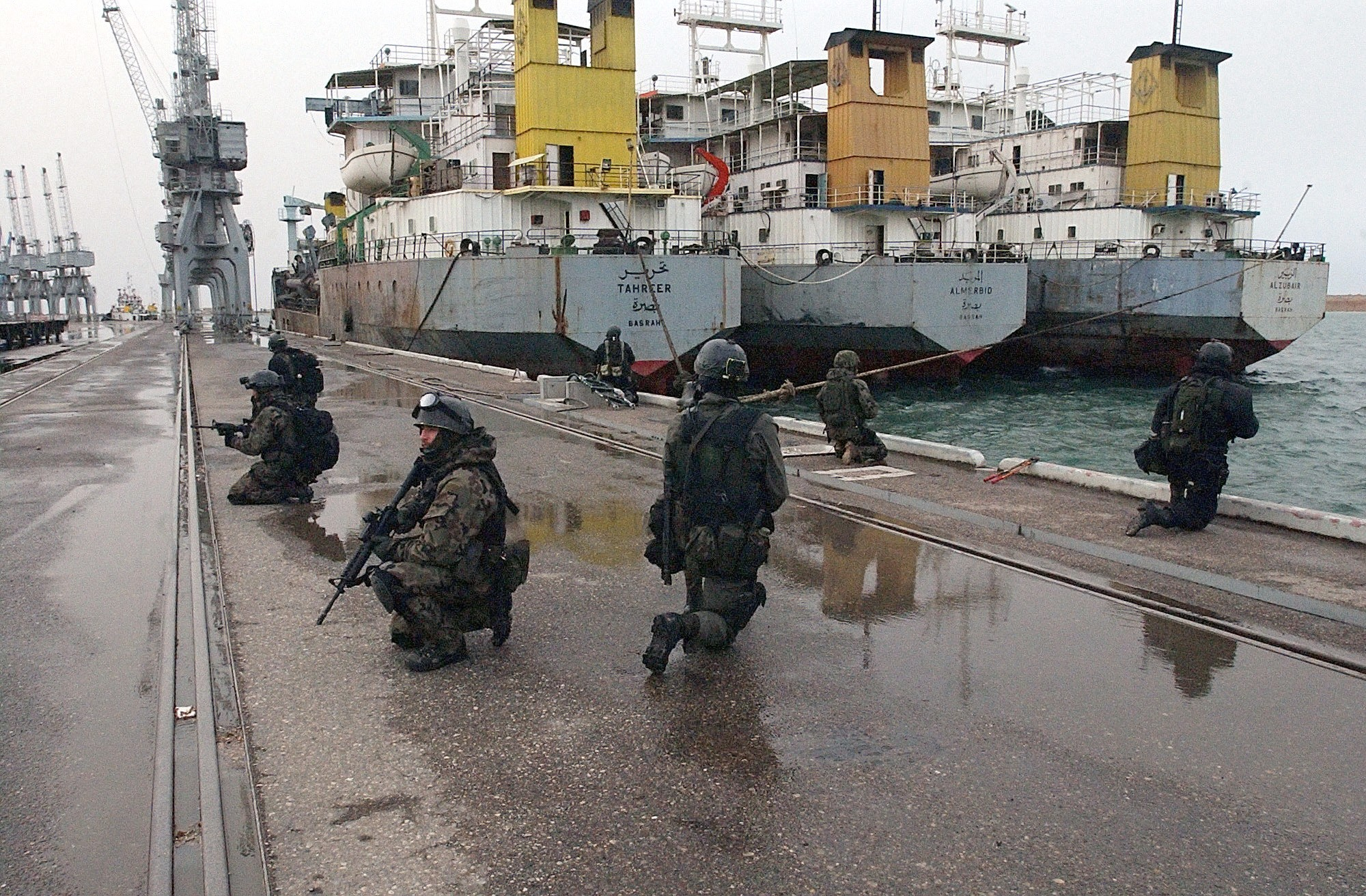
Miembros de la unidad de operaciones especiales polaca GROM aseguran una parte del puerto de Um Qasr

Las fuerzas invasoras encontraron poca resistencia, que se concentró principalmente en Um Qasr, puerto clave para afianzar la entrada de tropas y pertrechos, que se tomó enseguida. Los estadounidenses avanzaron rápidamente sin encontrar oposición destacable hasta la llegada al puente de Nasiriya, punto donde el Ejército Iraquí esperaba detener a las fuerzas invasoras. Las bajas para la coalición fueron mucho mayores, llegando a superar treinta muertes. De Nasirya llegaron las primeras imágenes de estadounidenses abatidos. La televisión iraquí mostró a cinco prisioneros estadounidenses que fueron capturados. El 27 de marzo, unos mil paracaidistas estadounidenses llegaron al norte de Irak para sumarse a los guerrilleros kurdos. A pesar del tiempo perdido en Nasiriya, la resistencia iraquí pronto fue doblegada y el largo convoy invasor prosiguió su travesía por el desierto. Sin embargo, la columna de la Tercera División de infantería de marines fue resquebrajada en varios puntos, principalmente en las ciudades de Najaf y Kerbala, y en Nasirya. Las fuerzas invasoras frenaron su avance debido a una fuerte tormenta de arena y eso permitió que varias unidades iraquíes se replegaran del campo de batalla donde estaban siendo apabulladas. Pese a los continuos reveses militares, el gobierno de Irak insistía en mostrarse optimista y por eso trasladaba rápidamente a los periodistas a los sitios donde podían verse restos de tanques estadounidenses quemados.
Las operaciones de combate llevadas a cabo por la Coalición no estuvieron exentas de errores y problemas que cobraron la vida de varios efectivos. El 2 de abril, un F/A-18 Hornet estadounidense fue abatido sobre los cielos de Bagdad por las propias fuerzas estadounidenses. Uno de los casos más polémicos fue el ocurrido en el Hotel Palestina de Bagdad, donde se alojaban la mayoría de periodistas internacionales y que el 8 de abril recibió disparos de un tanque Abrams estadounidense. En esta acción perdieron la vida los periodistas José Couso de España y Taras Protsyuk de Ucrania. Se discutió largamente si los soldados en cuestión sabían de los huéspedes del hotel, pudiendo disparar a conciencia contra los periodistas para evitar "testigos molestos", o si simplemente dispararon al confundir las cámaras de televisión con posibles lanzamisiles u otros artefactos militares. Paralelamente, mientras se desarrollaban los principales combates en el sur y centro de Irak, unos mil soldados turcos penetraron algunos kilómetros en el norte para vigilar las acciones de los kurdos que luchaban contra las fuerzas iraquíes. Apoyados por aviones y tropas de la Coalición, los guerrilleros kurdos se lanzaron sobre las principales ciudades y poblados del norte del país, pero el ejército iraquí respondió lanzando 37 misiles tierra-tierra.

### La caída de Bagdad

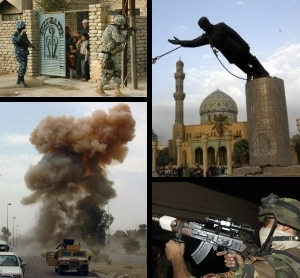
Mosaico fotográfico de la guerra.

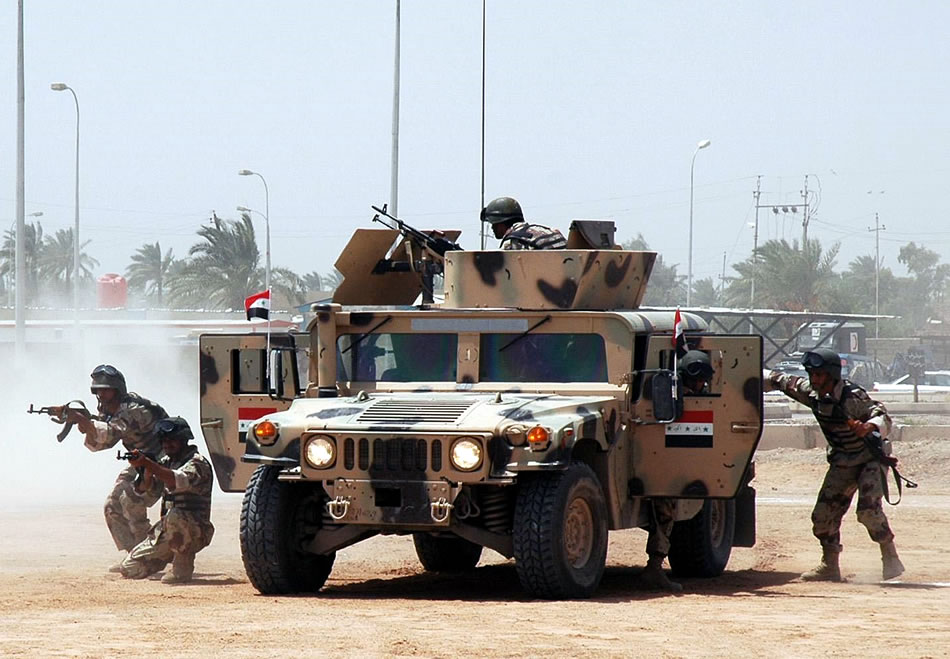
EE. UU. apoyo para el nuevo ejército de Irak, el 6.º ejército (2009).

Para la defensa de la capital, el Alto Mando iraquí tomó la decisión de formar dos anillos defensivos alrededor de la ciudad, usando a la Guardia Republicana. La División Medina fue ubicada al sur para combatir contra las fuerzas estadounidenses; mientras que la División Hammurabi desplegada en el norte para contener a los kurdos. Cada división contaba con 10 000 soldados, 200 tanques T-72, 200 blindados BMP-2, 50 cañones Howitzer GH-45 y artillería ligera. Los soldados habían cavado trincheras en la periferia de la ciudad, los blindados habían sido colocados en garajes y zonas arboladas para protegerlos de los ataques aéreos y se habían provocado algunos incendios para dificultar la visibilidad de los aviones y los satélites. Todo hacía suponer que los invasores habrían de combatir casa por casa para tomar la capital, pero eso no ocurrió así. Al llegar a los tan temidos anillos defensivos, apenas se encontró oposición destacable. Muchos aseguran que la Guardia Republicana no presentó pelea debido a los demoledores bombardeos estadounidenses contra las líneas iraquíes y a la deserción masiva de las tropas; otros sostienen que los comandantes dieron la orden a sus soldados de retirarse y mezclarse entre la población para continuar la lucha mediante una guerra de guerrillas que ya se estaba organizando. Tras la desarticulación de la mayor parte de las fuerzas iraquíes, el aeropuerto de Bagdad fue controlado por los invasores después de unos breves combates donde un A-10 Thunderbolt estadounidense quedó fuera de combate. Más tarde, los estadounidenses realizaron incursiones de tanteo con columnas de blindados a través de las calles Bagdad y luego se tomó la decisión de entrar en bloque y capturar la capital, que cayó casi sin resistencia el primero de abril. Los combates no terminarían con la toma de Bagdad y ello quedó demostrado cuando el 7 de abril un F-15 Eagle fue derribado sobre los cielos de Tikrit resultando en la muerte de sus dos pilotos.
El 1 de mayo de 2003, el presidente George W. Bush proclamó el fin de las principales operaciones militares de la invasión desde la cubierta del portaaviones USS Lincoln, en un acto que sería recordado por la frase Mission acomplished! (Misión cumplida), la cual fue pronunciada por el mismo mandatario estadounidense y escrita en una enorme manta que ondeaba sobre el barco. La coalición perdió 173 soldados y aproximadamente 542 resultaron heridos durante las primeras batallas de la invasión. No se conoce el número exacto de bajas entre las fuerzas armadas iraquíes, pero diferentes fuentes estiman que sufrieron entre 4000 y 6000 muertos. A partir de entonces, el gobierno estadounidense comenzó a poner en práctica una serie de medidas encaminadas a instaurar un nuevo gobierno de transición y control en Irak. Sin embargo, la resistencia iraquí estaba lejos de ser completamente doblegadas y algunos sostienen que el ejército estadounidense únicamente logró la ocupación del país, pero que la guerra todavía no ha terminado.

## Post-invasión
Tras el derrocamiento del gobierno baathista de Sadam Huseín, la coalición liderada por Estados Unidos proclamó su victoria. Las fuerzas iraquíes no lograron evitar la ocupación total del país, la caída de la capital y la expulsión del gobierno baathista del poder. La primera medida de las fuerzas de la coalición invasora fue la reorganización del ejército y la policía iraquíes. Sin embargo, tomó tiempo llegar a un grado de estabilidad y no se ha logrado garantizar la protección civil debido a la incertidumbre política, económica y social imperante.

## Publicación de los Registros de la Guerra de Irak por WikiLeaks
El 22 de octubre de 2010 la página WikiLeaks hizo públicos los documentos Irak War Logs (Registros de la Guerra de Irak), 391 832 documentos del Departamento de Defensa de Estados Unidos sobre la guerra de Irak y su ocupación entre el 1 de enero de 2004 y el 31 de diciembre de 2009 en los que se revelan, entre otros asuntos, el uso sistemático de torturas, la cifra de 109 032 muertos en Irak —de los que 66 081 fueron civiles, el 63 %; 23 984 'enemigos etiquetados como insurgentes'; 15 196 del "país anfitrión" (las fuerzas del gobierno iraquí) y 3771 fueron muertos "amigos" (fuerzas de la coalición)—. Cada día, de media, murieron 31 civiles, durante un período de seis años. En los 'Diarios de la Guerra Afgana', publicado anteriormente por WikiLeaks, que abarca el mismo período, murieron unas 20 000 personas. Además del número de muertos, la filtración confirma la ayuda de Irán a las milicias iraquíes. Como en la filtración de los Diarios de la guerra de Afganistán el seguimiento de la filtración se hace a través de la página de WikiLeaks y de las ediciones digitales de The Guardian y The New York Times, Le Monde, Der Spiegel, Al Jazeera y el Bureau of Investigative Journalism.